# Véronique de Bure
Œuvres principales
Une confession (2009), Un clafoutis aux tomates cerises (2017)
Véronique de Bure est une auteure et éditrice française.

## Biographie
Originaire de l'Allier, Véronique de Bure s'installe à Paris où elle travaille pour les éditions Stock. En 2009, sur l'incitation de l'éditeur Jean-Marc Roberts, elle publie son premier roman Une confession. Éditrice d'un des derniers ouvrages du philosophe catholique Jean Guitton, Lettres ouvertes (Payot), l'auteure s'inspire de leurs échanges pour raconter la confession de son héroïne, coupable d'adultère. Elle co-écrit l'année suivante avec Éric Mouzin, le récit Retrouver Estelle, consacré à l'affaire Estelle Mouzin, disparue sur le chemin du retour de l'école, le 9 janvier 2003 à Guermantes.
Entre fictions et témoignages, la forme varie, mais le fond tente d'apporter une réponse aux questions de société et sujets d'actualité contemporains. En mars 2011, elle dresse dans Un retraité (qui sera ré-édité en 2019 par les éditions Flammarion sous le titre Chirac intime), le portrait intime de Jacques Chirac, 5e président de la Cinquième République Française, avant de s'intéresser à l'enseignement privé avec J'ai mis mon fils chez les cathos, édité aux éditions Belfond en 2014. 
Un clafoutis aux tomates cerises parait chez Flammarion en février 2017. Dans ce second roman, Véronique de Bure se glisse dans la peau de Jeanne, une nonagénaire faisant part aux lecteurs des indiscrétions amassées dans son journal intime le temps d'une année.
En 2019, elle accepte un poste de Directrice littéraire aux éditions Flammarion.
En mai 2021, elle publie "Un amour retrouvé" aux éditions Flammarion, un roman autobiographique sur l'histoire de sa mère qui, à l'âge de soixante-treize ans, retrouve son premier amour et la manière dont le lien mère-fille s'en trouve bouleversé.

## Œuvres
- Une confession, Stock, 208 p., 2009  (ISBN 2234062543).
- Retrouver Estelle (avec Éric Mouzin), Stock, 180 p., 2011  (ISBN 2234063485).
- Un retraité (avec Jacques Chirac), Stock, 120 p., 2011  (ISBN 2234070368).
- J'ai mis mon fils chez les cathos, Belfond, 240 p., 2014  (ISBN 271445903X).
- Un clafoutis aux tomates cerises, Flammarion, 384 p., 2017  (ISBN 2081389061).
- Un amour retrouvé, Flammarion, 304 p., 2021  (ISBN 2081421763).